# القريشي مدني
الشيخ المدرس القريشي مدني عالم دين جزائري تعلم في زاوية بن حمادوش، بقجال ودرس بها، وهو من أبرز المجاهدين بولاية سطيف إبان الثورة التحريرية الجزائرية المجيدة، كان من الناشطين في الثورة منذ بدايتها حيث كان من الناشطين مع الإمام الشهيد عبد الحميد حمادوش، وفي سنة 1956 ترك التعليم بالزاوية العلمية، والتحق بالعمل الثوري، ألقى عليه القبض يوم 17 - 03 - 1960 ميلادي، وفي يوم 15 - 01 -1961 ميلادي، أطلق سراحه، فرجع إلى العمل الثوري من جديد بتاريخ 24 - 10 - 1961 ميلادي، كمسؤول بمنطقة بن ذياب الكائنة ببلدية قجال إلى يوم الاستقلال...

## مولده
ولد الشيخ القريشي مدني سنة 1925 ميلادي بمنطقة بن اذياب الكائنة ببلدية قجال بولاية سطيف الجزائرية.

## نشأته
توفي والده وهو ابن عامين، فكفله عمه الشيخ الصحراوي وحرص على تربيته تربية صالحة ونشأة دينية؛ فأودعه عند معلم القرآن بمنطقة بن اذياب، كان الشيخ النواري عشاش، فحفظ القرآن الكريم في سن العاشرة من عمره.

## دراسته
كما سلف الذكر حفظ القرآن العظيم في سن مبكرة، وفي سنة 1943 ميلادي، انتقل إلى زاوية بن حمادوش لطلب العلم وكانت بداية تعليمه الشرعي حيث حضر دروس العلامة الشيخ المختار بن الشيخ، وبعد فترة من الزمن التحق بمدينة سطيف ودرس فيها سنتين على يد كل من الشيخ البشير السيحمدي، والشيخ رابح بن مدور، والشيخ محمد عادل.
لما توقفت الدراسة بعد إنفاضة الثامن من ماي 1945 ميلادي، عاد الشيخ القريشي مدني إلى قجال للقيام بالتعليم القرآني بزاوية بن حمادوش، كما تطوع وقتها لإمامة المصلين بمسجد الزاوية خلفا للشيخ الأخضر الحسناوي.
لما أنهى الإمام الشهيد عبد الحميد حمادوش دراسته بجامع الزيتونة بتونس وبعد عودته إلى أرض الوطن باشر التعليم بالزاوية العلمية، فكان الشيخ القريشي مدني من أبرز طلبته حيث درس عنده علوم اللغة العربية، وعلم المنطق والحساب، والفقه والأصول والتفسير، وبقدر ما كان حريصا على طلب العلم، كان أكثر حرصا على القيام بدوره في تعليم القرآن العظيم، حيث تخرج على يده العديد من حفظة القرآن المجيد..

## العلماء الذين التقاهم
كان الشيخ القريشي مدني ملتزما لشيخيه الشيخ محمد الصديق حمادوش، والإمام الشهيد عبد الحميد حمادوش، في الحل والترحال، فتعرف على العلماء وجالس الأعيان فأكسبه ذلك أدبا وعلما وتجربة في الحياة، ومن العلماء الذين تشرف بمعرفتهم الشيخ محمد العربي التباني، المدرس بمدرسة الفلاح بمكة المكرمة، والشيخ البشير الإبراهيمي، والشيخ المسعود بن سالم وغيرهم..

## الشيخ والثورة المجيدة
في بداية الثورة الكبرى تعاون الشيخ القريشي مدني (رحمه الله)، مع أستاذه الإمام الشهيد عبد الحميد حمادوش (رحمه الله)، في جمع الأسلحة والتبرعات لفائدة ثورة التحرير الجزائرية المجيدة، وفي سنة 1956 ترك التعليم بالزاوية العلمية، والتحق بالعمل الثوري، فعمل عضوا في لجنة بن ذياب، وألقى عليه الاستعمار القبض يوم 17 - 03 - 1960 ميلادي، وقد تعرض للتعذيب الشديد، ومكث في سجن العلمة خمسة أشهر ونصف الشهر، ثم نقل إلى معتقل تيفشون. وفي يوم 15 - 01 -1961 ميلادي، أطلق سراحه، فرجع إلى العمل الثوري من جديد بتاريخ 24 - 10 - 1961 ميلادي، كمسؤول بمنطقة بن ذياب الكائنة ببلدية قجال إلى يوم الاستقلال.

## بعد الاستقلال
بعد الاستقلال وفي سنة 1962 ميلادي، انطلقت محاولة أولية للتدريس بالزاوية العلمية، قام بها الشيخ القريشي مدني بطلب من شيخ الزاوية، وفي بداية عام 1963 ميلادي، كان الشيخ القريشي مدني من بين مجددي الزاوية العلمية بقجال زاوية بن حمادوش تحت اسم مدرسة الشهيد عبد الحميد حمادوش، فقد كان من الساعين في نجاح هذا المشروع، رفقة الشيخ إسماعيل زروق، والإخوة الأساتذة من فلسطين تيسير، ويعقوب، وذيب، واللجنة المسيرة المتكونة من شيخ الزاوية العلمية، الشيخ المربي محمد الصديق حمادوش، والشيخ البشير قزوط، والشيخ لحسن بودرافة، والشيخ البشير فلاحي، والشيخ بوزيد هيشور وغيرهم.. في سنة 1981 ميلادي، أقدم أهل الزاوية وطلبتها القدامى على تكوين جمعية دينية للمسجد الجامع، والزاوية العلمية، بعد أن توقفت عن نشاطها فترة من الزمن، فكان الشيخ القريشي مدني ممن ساهم وشجع على إعادة إحياء هذا الصرح العلمي التاريخي الشامخ...، مجددا توقفت الزاوية العلمية عن نشاطها وفي سنة 1992ميلادي تم إحياء الزاوية العلمية بقجال مجددا تحت اسم زاوية الشهيد عبد الحميد حمادوش، بعد حفل تأسيس كبير حضر فيه جمع غفير من الأساتذة والمعلمين وعلماء الدين، والأعيان، والمسؤولين وغيرهم، وكان الشيخ القريشي مدني ضمن الجمعية التأسيسية....

## مواضيع ذات صلة
- المرجعية الدينية الجزائرية
- وزارة الشؤون الدينية الجزائرية
- الحزب الراتب
- الزوايا في الجزائر
- طريقة صوفية
- صوفية
- تاريخ التصوف
- التصوف
- الجزائر
- ولاية سطيف
- دائرة قجال
- قجال
- زاوية بن حمادوش
- عبد الرحمن الأخضري

## وصلات خارجية
- موقع وزارة الشؤون الدينية والأوقاف
- موقع وزارة التربية الوطنية الجزائرية